# Cyclosa fililineata
Cyclosa fililineata là một loài nhện trong họ Araneidae.
Loài này thuộc chi Cyclosa. Cyclosa fililineata được miêu tả năm 1932 bởi Hingston.